# Mercy (Allier)
Mercy település Franciaországban, Allier megyében. Lakosainak száma 244 fő (2022. január 1.). Mercy Chapeau, Neuilly-le-Réal, Saint-Voir, Thionne és Vaumas községekkel határos.

## Népesség
A település népességének változása:
| Lakosok száma | 427  | 378  | 350  | 291  | 259  | 264  | 261  | 249  | 243  | 244  |
|               | 1968 | 1982 | 1990 | 2006 | 2013 | 2015 | 2017 | 2019 | 2020 | 2022 |